# Лино Алдани
Лѝно Алдàни (на италиански: Lino Aldani) с псевдонима Н. Л. Джанда (N. L. Janda), е италиански писател, считан за един от най-значимите гласове в италианската научна фантастика. Преведен е на шестнадесет езика.
Той е автор на научнофантастични романи, повести и телевизионни сценарии, както и на една театрална пиеса.

## Биография и кариера
Роден е в градчето Сан Чиприано По, Ломбардия, Северна Италия, в семейството на главен готвач от Сан Дзеноне, преместил се в Рим по работа, и на сезонна работничка по оризищата, родом от Сан Чиприано По. През 1926 г., за да бъде роден, родителите му се връщат в Сан Чиприано, но когато е на 40 дни, семейството окончателно се мести в Рим.
По време на Втората световна война Алдани се връща в Сан Чиприано за 14 месеца, когато решава да отиде на хълмовете сред партизаните. В периода непосредствено след войната пише роман без заглавие и няколко разказа с партизанска обстановка. След тези начала пише екзистенциален роман, Le anatre di sughero.
„Що се отнася до страстта към фантастичното, за мен това е естествен факт. Родих се невежа и останах невежа дълго време: следователно по времето на първите разкази не беше сякаш съм размишлявал върху проблема за жанровете. В крайна сметка кой като дете е имал време да чете? Написах първите си фантастични разкази, след като служих в армията и прочетох Сартр, моята голяма любов. Беше в средата на 50-те години, когато ми хрумна идеята за L’inseguito“.
В Рим е част от групата автори, които дебютират в списание „Олтре ил чело“ през 1960 г., откривайки златния век на италианската научна фантастика. Там публикува серия разкази. Учи математика и философия – предмети, които след това преподава във вечерно училище, но мрази училището и го напуска. Жени се за Мирела, учителка по математика в неговото училище, на 25 юли 1957 г., от която има дъщеря Елетра през 1964 г.
През 1968 г. се завръща в родния си град, където усърдно се посвещава на писането на своите романи и разкази, които го освещават като един от първите автори на италианската фантастика. Няколко години кмет на родния си град.
През 1977 г. публикува първия си и най-успешен роман „Когато корените“ (Quando le radici), започнат десет години по-рано. Той е последван от множество кратки разкази, заедно с новелата „Затъмнение“ (Eclisi 2000, 1979), романите „В знака на бялата луна“ (Nel segno della luna bianca, също Febbre di luna, 1980), написан с Даниела Пиегай, и „Леденият кръст“ (La croce di ghiaccio, 1989).
Заслужава да се отбележи и неговата нехудожествена продукция: „Научната фантастика“ (La fantascienza, 1962) е първото италианско есе, което се занимава с темата.
Освен че е високо уважаван и висококачествен писател на научна фантастика, през 1963 г., заедно с Масимо Ло Яконо (с псевдоними Megalos Diekonos и LJ Mauritius) и с Джулио Райола, основава „Футуро“ – първото изцяло италианско списание за научна фантастика, което публикува, наред с други, за първи път в Италия разказ на Адолфо Биой Касарес и разказ на Хуан Родолфо Уилкок.
Печели наградата на ESFS за цялостни литературни постижения през 1989 г.
В началото на 2007 г. излиза последният му роман Themoro Korik, чието действие се развива в един оригинален нощен Триест.
Умира от рак на белия дроб в Болницата в Павия през 2009 г. на 82-годишна възраст.

## Творчество
Всички разкази и романи на Лино Алдани са събрани в единно издание, публикувано от издателство Perseo Libri (днес Elara) от Болоня:  La croce di ghiaccio, Ontalgie, Aria di Roma andalusa, Febbre di Luna и Themoro korik, последният му роман. Към тях може да се добави сборникът Millenium (Bologna, Perseo Libri, 2001) в съавторство с Уго Малагути.

### Романи и новели
- Quando le radici (1977), роман
- Eclissi 2000 (1979), новела
Затъмнение 2000, изд. Г. Бакалов (1979), превод: Гергана Донева-Калчева
- Nel segno della luna bianca (1985), също Febbre di luna (2004), роман с Даниела Пиегай
- La croce di ghiaccio (1989), роман
- Themoro Korik (2007), роман
- Aleph 3 (2007)

### Повести и разкази
- Dove sono i vostri Kumar? (1960)
- La sedia (1960)
- Gli ordini non si discutono (1960)
- Doppio psicosomatico (1960), също XXII secolo
- La luna delle venti braccia (1960), също La luna dalle venti braccia
Луната на двадесетте ръце, в: Опасни светове“ (сборник с разказ на различни автори), изд. Офир (1997), прев. Александър Бацов
- L'incontro (1960), също Incompatibilità
- Un treno chiamato Evasione (1960)
- Spazio amaro (1960)
- I curiosi (1960)
- Pesci gatto per Venere (1960), също Pesci-gatto per Venere
- Sheòl (1960), също Più in alto delle stelle, повест
- Korok (1960), също Il cacciatore elettronico
- La vespa (1961)
- La miniera (1961)
- Carnevale cosmico (1961), също Un pianeta selvaggio
- Canis sapiens (1961), също «Canis sapiens»
- Il Кraken (1961), също  Il "kraken"
- Tutti matti sul terzo pianeta (1961)
- Morte di un agente segreto (1961)
- Tecnocrazia integrale (1961)
- L'ultima verità (1962)
- Una rossa autentica (1962)
- Nemico invisibile (1963)
- Buonanotte Sofia (1963), също Buonanotte, Sofia (1968) и Onirofilm (1964)
Онирофилм, в: Онирофилм (сборник с разказ на различни автори), изд. „Г. Бакалов“ (1980)
- Trentasette centigradi (1963), повест
- Harem nella valigia (1963)
- Il re di croci (1964)
- La sfida (1966)
- Gita al mare (1967), също Domenica al mare или Domenica romana
- L'altra riva (1971)
- Scacco doppio (1972)
- Visita al padre (1976)
- Screziato di rosso (1977), също Il quotidiano e il fantastico
- Seconda nascita (1978)
- Gesti lontani (1978)
- Babele (1981)
- La costola di Eva (1986)
- "S" come Serpente (1986), също S come Serpente
- In attesa del cargo (1987)
- Mochuelo (1987)
- Quo vadis Francisco? (1987)
- L'inseguito (1987)
- La casa-femmina (1988), също La casa femmina
- Il filosofo in pensione (1990)
- L'altra riva (1998)
- Labyrinthus (1998), повест
- Lettera dalla Norvegia (1999)
- Wonderful chess (2001)
- Ontalgie (2002), повест
- Aria di Roma andalusa (2003), повест
- Provaci ancora, Alvar (2004)
- Lumache (2004)
- Il nome delle cose (2004)
- Naufragio (2004)
- Decadenza (2005)
- A ritroso (2006)
- Diverbio (2008)

### Сборници
- Quarta dimensione (1964)
- Parabole per domani (1987)
- Millenium (2001), с Уго Малагути
- Ontalgie (2002)
- Aria di Rima andalusa (2003)
- Febbre di luna (2004)
- Eclissi 2000 (2006)

### Публицистика
- Su cose che si vedono nel cielo (1961), статия
- L'ultima faccia di Medusa (1961), статия
- Pianificazione della fantasia nei racconti utopici russi (1961), статия
- La "Science-Fiction" in Italia. Un consuntivo dei primi dieci anni (1961), статия
- Introduzione (1962) към La fantascienza, въведение
- Science-Fiction Libri (1962), есе
- Lo zoo della science-Fiction (1962), статия
- La fantascienza (1962), есе
- Utopie in negativo (1967), статия
- La fantascienza sulla propria pelle (1972), статия
- Utopie in negativo (1976), статия
- Nota dell'autore (1677), есе
- Appunti per un'analisi dell'umorismo nella SF (1977), статия
- Jeu du massacre (1978), статия
- Del malinteso (1978), статия
- Lino Aldani (1978), статия
- Introduzione (1986) към TV-Serial nel cosmo, Minas Tirith 2, въведение
- Nota introduttiva (1986) към N [Il secondo libro dell'infinito], Nova SF* a. II (XX) n. 6 (48), въведение
- Ricordo di Anna Rinonapoli (1987), есе
- Editoriale (1988), в Futuro Europa 1, есе
- Intervista con Luce D'Eramo (1988), статия
- Prefatione (1989) към Pianeta Italia Gli autori della World SF Italia, предговор
- Futuro Europa risponde (1989), есе
- Urania, Urania (1991), есе
- Testimonianze. Il caso "De Barba" (1998), статия
- Appunti per un'analisi dell'umorismo nella SF (1998), статия
- fantascienza INTERVENTI. Lo spazio è ancora amaro (2001), статия
- Un libro lungo quarant'anni (2001) към Millenium, въведение, с Уго Малагути
- Il caso "De Barba" (2002), статия
- Presentazione (2005) към  Occhi d'argento, въведение
- Intervista. Incontro con: Lino Aldani (2005), статия
- Fare fantascienza (2005), статия
- Introduzione. I mondi di Miglieruolo (2006), въведение, с Уго Малагути
- Premessa dell'autore (2007) към Aleph 3, въведение
- Sinto lombardo (elementi grammaticali) (2007), есе
- ...a proposito di Vittorio Catani (2007), въведение
- Sinto lombardo (2007), есе
- Hervatsko roma (elementi grammaticali) (2007), есе
- Hervatsko roma (2007), есе
- Nota dell'autore (2009) към Quando le radici, есе